# 由碁理
由碁理（ゆごり、生没年不詳）は、古代日本の豪族、丹波県主。娘は開化天皇の妃である竹野媛。勘注系図では武諸隅と同一人物。